# Bénédict Turrettini
Pour les articles homonymes, voir Turrettini.
Bénédict Turrettini (né le 9 novembre 1588 à Zurich, mort le 4 mars 1631 à Genève) est un théologien protestant genevois.

## Biographie
Turrettini est le fils du marchand de soie et patricien Francesco Turrettini (1547-1628) et de Camilla Burlamacchi de Lucca. Comme la famille de Giovanni Diodati, ils sont des réfugiés protestants qui ont vécu à Lyon, Anvers, Emden, Brême, Francfort et Bâle de 1575 à 1579. La famille s'installe en 1591 à Genève, où de nombreux réfugiés italiens ont déjà trouvé refuge. En 1593, son père fonde la Grande Boutique, l'association de l'industrie de la soie à Genève.
De 1602 à 1609, Turrettini étudie la théologie à Genève, Heidelberg, Franeker et Leyde. Il est ordonné pasteur à Genève en 1611 et commence à enseigner à l'Académie de Genève la même année. En 1616, il épouse Louise Micheli, la fille du fabricant de soie Horace Micheli. De 1620 à 1621, il est pasteur à Nîmes. En 1620, il est membre de la Compagnie des pasteurs au synode national français d'Alès. En 1621, il est envoyé du Conseil de Genève aux Pays-Bas. De 1620 à 1625, il est recteur de l'Académie de Genève. En novembre 1627, il est accepté dans la conseil de la ville de Genève avec son père Francesco et son frère Jean ; le père est même élu au Conseil de 200, il lègue de grands domaines à sa descendance.
Bénédict Turrettini est le fondateur d'une dynastie de théologiens genevois : son fils François Turrettini (1623-1687) puis son petit-fils Jean-Alphonse Turrettini (1671-1737). Sa fille Barbe (née le 25 décembre 1617, morte le 6 juillet 1711 à Genève) est la mère du professeur d'université Bénédict Pictet.
Toutes les œuvres de Turrettini sont mises à l’Index librorum prohibitorum dans deux décrets du 17 septembre 1647 et du 10 mai 1757.